# Toutainville
Toutainville és un municipi francès situat al departament de l'Eure i a la regió de Normandia. L'any 2007 tenia 1.112 habitants.

## Demografia

### Població
El 2007 la població de fet de Toutainville era de 1.112 persones. Hi havia 442 famílies de les quals 90 eren unipersonals (37 homes vivint sols i 53 dones vivint soles), 168 parelles sense fills, 139 parelles amb fills i 45 famílies monoparentals amb fills.
La població ha evolucionat segons el següent gràfic:
Habitants censats

### Habitatges
El 2007 hi havia 502 habitatges, 451 eren l'habitatge principal de la família, 30 eren segones residències i 22 estaven desocupats. 474 eren cases i 21 eren apartaments. Dels 451 habitatges principals, 371 estaven ocupats pels seus propietaris, 73 estaven llogats i ocupats pels llogaters i 7 estaven cedits a títol gratuït; 5 tenien una cambra, 20 en tenien dues, 68 en tenien tres, 139 en tenien quatre i 218 en tenien cinc o més. 352 habitatges disposaven pel capbaix d'una plaça de pàrquing. A 203 habitatges hi havia un automòbil i a 212 n'hi havia dos o més.

### Piràmide de població
La piràmide de població per edats i sexe el 2009 era:
| Homes | Edats   | Dones |
| ----- | ------- | ----- |
| 0     | 95 o +  | 8     |
| 0     | 90 a 94 | 8     |
| 4     | 85 a 89 | 0     |
| 8     | 80 a 84 | 8     |
| 12    | 75 a 79 | 20    |
| 32    | 70 a 74 | 12    |
| 36    | 65 a 69 | 40    |
| 16    | 60 a 64 | 36    |
| 20    | 55 a 59 | 28    |
| 32    | 50 a 54 | 36    |
| 52    | 45 a 49 | 32    |
| 24    | 40 a 44 | 32    |
| 40    | 35 a 39 | 40    |
| 36    | 30 a 34 | 44    |
| 32    | 25 a 29 | 36    |
| 16    | 20 a 24 | 36    |
| 32    | 15 a 19 | 28    |
| 8     | 10 a 14 | 36    |
| 36    | 5 a 9   | 32    |
| 28    | 0 a 4   | 20    |

## Economia
El 2007 la població en edat de treballar era de 723 persones, 531 eren actives i 192 eren inactives. De les 531 persones actives 478 estaven ocupades (270 homes i 208 dones) i 53 estaven aturades (24 homes i 29 dones). De les 192 persones inactives 74 estaven jubilades, 47 estaven estudiant i 71 estaven classificades com a «altres inactius».

### Ingressos
El 2009 a Toutainville hi havia 485 unitats fiscals que integraven 1.261 persones, la mediana anual d'ingressos fiscals per persona era de 18.507,5 €.

### Activitats econòmiques
Dels 38 establiments que hi havia el 2007, 3 eren d'empreses de fabricació d'altres productes industrials, 9 d'empreses de construcció, 9 d'empreses de comerç i reparació d'automòbils, 3 d'empreses de transport, 3 d'empreses d'hostatgeria i restauració, 2 d'empreses immobiliàries, 5 d'empreses de serveis i 4 d'empreses classificades com a «altres activitats de serveis».
Dels 15 establiments de servei als particulars que hi havia el 2009, 3 eren tallers de reparació d'automòbils i de material agrícola, 1 paleta, 1 guixaire pintor, 1 fusteria, 5 electricistes, 1 empresa de construcció, 1 perruqueria i 2 restaurants.
L'únic establiment comercial que hi havia el 2009 era una botiga de menys de 120 m².
L'any 2000 a Toutainville hi havia 33 explotacions agrícoles que ocupaven un total de 445 hectàrees.

## Equipaments sanitaris i escolars
El 2009 hi havia una escola elemental.

## Poblacions més properes
El següent diagrama mostra les poblacions més properes.